# 코몽자리현

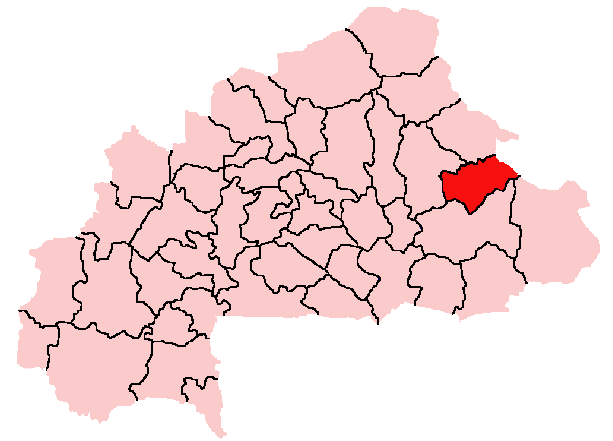
코몽자리현의 위치

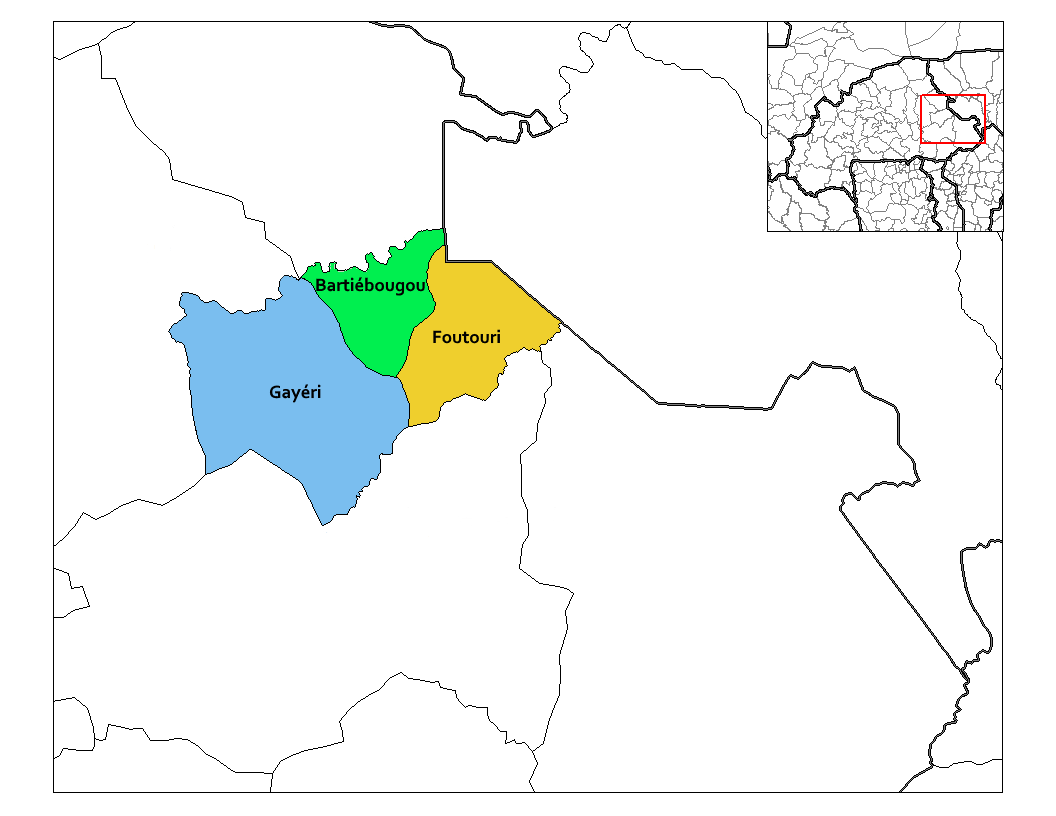
코몽자리현의 행정 구역

코몽자리현(프랑스어: Komondjari)은 부르키나파소 동부주에 위치한 현으로, 현도는 가예리이며 면적은 5,048km2, 인구는 80,047명(2006년 기준)이다. 1개 군(가예리군)을 관할한다.